# Malí en la Copa Mundial de Fútbol Sub-20 de 2011
La Selección de Malí fue uno de los 24 equipos participantes en la Copa Mundial de Fútbol Sub-20 de 2011, torneo que se llevó a cabo entre el 29 y el 20 de agosto de 2011 en Colombia.
En el sorteo realizado el 27 de abril en Cartagena de Indias, la Selección de Malí quedó emparejada en el Grupo A junto con Corea del Sur con quien debutará, Colombia y Francia.Terminó en último lugar del campeonato sin anotar un solo gol

## Participación

### Grupo A
| Equipo        | Pts | PJ | PG | PE | PP | GF | GC | Dif |
| ------------- | --- | -- | -- | -- | -- | -- | -- | --- |
| Colombia      | 9   | 3  | 3  | 0  | 0  | 7  | 1  | 6   |
| Francia       | 6   | 3  | 2  | 0  | 1  | 6  | 5  | 1   |
| Corea del Sur | 3   | 3  | 1  | 0  | 2  | 3  | 4  | -1  |
| Malí          | 0   | 3  | 0  | 0  | 3  | 0  | 6  | -6  |

| 30 de julio de 2011, 17:00             | Malí | 0:2 (0:0) | Corea del Sur                        | Estadio Nemesio Camacho El Campín, Bogotá                                 |                                                                           |
|                                        |      | Reporte   | Kyung-jung 50' · Hyun-soo 80' (pen.) | Asistencia: 31.563 espectadores Árbitro(s): Mark Clattenburg (Inglaterra) | Asistencia: 31.563 espectadores Árbitro(s): Mark Clattenburg (Inglaterra) |
| Inicio retrasado 1 hora por mal clima. |      |           |                                      |                                                                           |                                                                           |

| 2 de agosto de 2011, 20:00 | Colombia                       | 2:0 (1:0) | Malí | Estadio Nemesio Camacho El Campín, Bogotá                        |                                                                  |
|                            | Valencia 23' · Rodríguez 90+1' | Reporte   |      | Asistencia: 33.158 espectadores Árbitro(s): István Vad (Hungría) | Asistencia: 33.158 espectadores Árbitro(s): István Vad (Hungría) |

| 5 de agosto de 2011, 20:00 | Francia                     | 2:0 (0:0) | Malí | Estadio Olímpico Pascual Guerrero, Cali                             |                                                                     |
|                            | Bakambu 70' · Lacazette 77' | Reporte   |      | Asistencia: 31328 espectadores Árbitro(s): Antonio Arias (Paraguay) | Asistencia: 31328 espectadores Árbitro(s): Antonio Arias (Paraguay) |